# Żukowo
Żukowo (Żukòwò în cașubă, Zuckau în germană) este un oraș în Polonia, 19 km de la Gdańsk.